# Plaque Woodlark
Pour les articles homonymes, voir Woodlark.
La plaque Woodlark est une microplaque tectonique de la lithosphère de la planète Terre. Sa superficie est de 0,01116 stéradians. Elle est généralement associée à la plaque australienne.
Elle se situe dans l'Ouest de l'océan Pacifique. Elle couvre le centre et l'Est de la Nouvelle-Guinée et le Sud de la mer des Salomon dont les îles Trobriand.
La plaque Woodlark est en contact avec les plaques des Carolines, de Bismarck Nord, de Bismarck Sud, de la mer des Salomon, pacifique, australienne, de Maoke et de Bird's Head
Le déplacement de la plaque Woodlark se fait à une vitesse de rotation de 1.546° par million d'années selon un pôle eulérien situé à 22° 14′ de latitude Nord et 132° 33′ de longitude Est (référentiel : plaque pacifique).
La plaque Woodlark tire son nom de l'île Woodlark de Papouasie-Nouvelle-Guinée.

## Sources
- (en) Peter Bird, An updated digital model of plate boundaries, vol. 4, Geochemistry Geophysics Geosystems, 14 mars 2003 (DOI 10.1029/2001GC000252, Bibcode 2003GGG.....4.1027B, lire en ligne)